# Nitrát-észter
A nitrát-észter az RONO2 képletű szerves funkciós csoport, ahol R tetszőleges szerves csoportot jelöl. A nitrát-észterek a salétromsav és alkoholok észterei. Az egyik közismert példa a nitroglicerin, amely – nevével ellentétben – nem nitrovegyület.

A pentaeritrit-tetranitrát négy nitrát-észter csoportot tartalmazó fontos ipari robbanószer.

## Előállítása és reakciói
A nitrát-észtereket jellemzően salétromsav és alkohol kondenzációs reakciójával állítják elő:
A legegyszerűbb nitrát-észter, a metil-nitrát metanol és salétromsav reakciójában keletkezik, kénsav jelenlétében:
CH3OH  +  HNO3   →   CH3ONO2  +  H2O
Ezt a fajta kondenzációs reakciót „nitroxilálásnak” is nevezik.

## Robbanóképesség
A nitrát-észterek hőbomlása során főként gázok – molekuláris nitrogén (N2) és szén-dioxid – keletkeznek. A robbanás jelentős kémiai energiáját a nitrogénmolekulában levő erős kötés okozza. A nitroglicerin robbanásának egyenlete:
Jól példázza egyes szerves nitrátok rendkívüli érzékenységét a Si(CH2ONO2)4. Ennek a vegyületnek egyetlen kristálya is már egy teflonspatulával történő érintés hatására felrobban, így alapos tanulmányozása nem is lehetséges. Exoterm bomlásához (sokkal biztonságosabb in silico kísérlet alapján) hozzájárul, hogy kristályrácsában a szilícium két oxigén nitrito csoporthoz is tud koordinálódni a négy szénatomhoz történő szokásos koordináción kívül. Ez a fajta koordináció elősegíti a szilícium-dioxid (az egyik bomlástermék) keletkezését.

## Gyógyászati alkalmazása
Az izoszorbid-dinitrát (Isordil) és az izoszorbid-mononitrát (Imdur, Ismo, Monoket) nitrát-észterek a szervezetben nitrogén-monoxiddá alakulnak, mely erős természetes értágító. Az orvostudomány ezeket az észtereket az angina pectoris kezelésére használja.

## Fordítás
Ez a szócikk részben vagy egészben  a   Nitrate ester című angol Wikipédia-szócikk ezen változatának fordításán alapul.  Az eredeti cikk szerkesztőit annak laptörténete sorolja fel. Ez a jelzés csupán a megfogalmazás eredetét és a szerzői jogokat jelzi, nem szolgál a cikkben szereplő információk forrásmegjelöléseként.